# Дадамян, Геннадий Григорьевич
Дадамян Геннадий Григорьевич (1 апреля 1938, Баку, АзССР, СССР — Москва, Россия, 3 ноября 2016) — педагог, профессор, лауреат премии «Театральная Ника», заслуженный деятель искусств РФ, кандидат экономических наук, создатель Высшей школы деятелей сценического искусства — первого в России негосударственного учреждения, выпускающего менеджеров в сфере культуры. Внес большой вклад в развитие театрального менеджмента.

## Биография
Родился 1 апреля 1938 года, в Азербайджанской ССР. По национальности армянин. В 11 лет переехал в Москву. В 1960 году окончил Московский экономико-статистический институт по специальности «экономист».
С 1965 по 1971 годы работал младшим научным сотрудником в Центральном экономико-математическом институте Академии наук СССР. В 1971 году перешел в Институт истории искусств (ВНИИ искусствознания МК СССР), в котором проработал более 20 лет. С 1976 года является профессором кафедры менеджмента Российского университета театрального искусства(ГИТИС).
Кандидат экономических наук с 1968 года, в 1985 году Г. Г. Дадамяну присвоено ученое звание профессора. Заслуженный деятель искусств Российской Федерации (1999 год).
В 1988 году организовал Высшую Школу театральных деятелей сценического искусства. Школа Дадамяна явилась первым негосударственным образовательным учреждением в стране, выпускающим профессиональных организаторов в сфере культуры. Именно тогда впервые в России вошли в обиход теперь уже ставшие привычными слова «менеджер» и «продюсер». Сегодня Школа активно продолжает вести образовательную деятельность в сфере профессионального дополнительного образования, с каждым годом объединяя в своих рядах неравнодушных и ищущих новых знаний деятелей сценического искусства из разных регионов нашей страны.
С 1989 года — член редакционного совета журнала «Театральная жизнь». С 1991 года — член коллегии Департамента культуры Москвы. С 1993 года — Президент ассоциации профессиональных менеджеров искусства России «РУСТАРТМЕНЕДЖМЕНТ». С 1996 года по 2006 год — секретарь Союза Театральных деятелей РФ, член бюро секретариата СТД. С 1997 года по 2007 год — Вице-президент Международной организации поддержки профессиональных танцовщиков (Лозанна). С 1992 года по 1997 год — зав. кафедрой социологии искусства.

## Научная деятельность
Дадамян автор свыше 140 публикаций и 5 монографий.
Книги
- Социально-экономические проблемы театрального искусства. — М.: Всероссийское театральное общество, 152 с.
- Театр в культурной жизни России в годы первой мировой войны (1914—1917). Учебное пособие по курсу «История театрального дела в СССР» для студентов театральных вузов. — М.: ГИТИС, 76 с.
- Новый поворот, или Культура моего поколения. — СПб: Балтийские сезоны, 304 с.
- Атлантида советского искусства. 1917—1991. — Ч. I. 1917—1932. — М.: ГИТИС, 524 с.